# Eupatorus endoi
Eupatorus endoi är en skalbaggsart som beskrevs av Shinji Nagai 1999. Eupatorus endoi ingår i släktet Eupatorus och familjen Dynastidae. Inga underarter finns listade i Catalogue of Life.